# استاکتون، نورفک
استاکتون (به انگلیسی: Stockton) یک روستا و محله مدنی در بریتانیا است که در South Norfolk واقع شده‌است. استاکتون ۳٫۶۵ کیلومتر مربع مساحت و ۵۹ نفر جمعیت دارد.